# N'Zi-Comoé

Localisation de la province

Le N'Zi-Comoé est une ancienne région de Côte d'Ivoire, en Afrique de l'Ouest, qui avait pour chef-lieu la ville de Dimbokro. Elle avait une superficie de 19 560 km2 et une population estimée à presque 940 759 habitants en 2012 (densité : 48,10 hab./km2).
À la suite du redécoupage administratif de 2011, cette région a fusionné avec la plus grande partie de l'ancienne région des Lacs pour former le district des Lacs. Elle a de plus été redécoupée en trois régions différentes. 

## Démographie
| 1988    | 1998    | 2010    | 2012    |
| ------- | ------- | ------- | ------- |
| 555 951 | 633 927 | 895 405 | 940 759 |

## Anciens départements et sous-préfectures
- Bongouanou
  - Andé
- Arrah
  - Krégbé
- M'batto
  - Anoumaba
  - Assiekokoré
  - N’Guessankro
- Daoukro
- Dimbokro (département)
  - Abigui
  - Diangokro
  - Nofou
- M'bahiakro
- Bocanda
  - Bengassou,
  - Kouadioblekro
  - N’Zecrezessou
- Kouassi-Kouassikro
  - Mekro

## Personnalités liées à la ville
- Vincent Aka Akesse (1975-), karatéka franco-ivoirien.